# Первый береговой люнет (Динабургская крепость)
Первый береговой люнет — элемент Динабургской крепости, расположенной в городе Даугавпилсе (Латвия).

## Расположение
Находится перед Николаевскими воротами крепости, перед рвом и главным валом крепости, между седьмым и восьмым бастионом. Край рвов и валов люнета занят дамбой по берегу Даугавы, по ней вдоль крепости проходит улица Даугавас. За рекой расположено Мостовое прикрытие крепости.

## История
Сооружен в ходе строительства крепости, остриём треугольной формы на реку, широким основанием к воротам, завершался каменной эскарповой стеной, там же размещалась аппарель для схода в ров. На территории люнета располагалось караульное помещение (кордегардия, площадью 84 м²) с промежуточными воротами. Через ров к воротам был переброшен деревянный мост. В 1920-х годах мост был снесён, вместо него устроена земляная насыпь к воротам. По люнету проходила дорога на берег реки к наплавному мосту в Мостовое прикрытие. По берегу реки в 1833—1841 годах сооружена дамба по проекту П. П. Мельникова. С прохождением Петербурго-Варшавской железной дороги в 60-х годах XIX века надобность в наплавном мосте отпала, его заменил железнодорожный мост.
Проект берегового люнета разработан в 1826 году, строительство осуществлялось предположительно в 1826—1831 годах. Длина правого и левого фаса люнета приблизительно 60 м. Длина эскарповой стены приблизительно 110 м. Высота люнета от дна рва крепости 6,5—7 м. Высота вала от дна сухих рвов вдоль фасов люнета 4 м.
В 250 метрах по берегу находится Второй береговой люнет крепости.

## Реставрация и современное состояние
В 2012 году депутаты Даугавпилсской думы одобрили проект реставрации люнета в рамках приграничного европроекта. Проект реставрации сделан фирмой РЕМ ПРО.
30 августа 2013 года стартовал европроект приграничного сотрудничества Беларусь-Литва-Латвия с целью сохранения исторического наследия городов Даугавпилса и Гродно. В рамках проекта Первый береговой люнет с Кордегардией были реставрированы.
27 ноября 2014 года комиссия осмотрела и приняла отреставрированный Первый береговой люнет. В декабре того же года люнет и мост были взяты под видеонаблюдение.
Торжественное открытие состоялось 24 апреля 2015 года, в рамках III международной туристической конференции в Даугавпилсе.
В 2015 году работы по реставрации люнета получили 2-е место в номинации «Реставрация 2014 года» и были отмечены дипломом.
На прилегающей территории с 2015 года проводятся фестивали клубов исторической реконструкции, моделирующие штурм Динабургской крепости французскими войсками в июле 1812 года. В фестивале 2016 года приняли участие 10 клубов, 122 участника.